# 트르사트 성모 교회

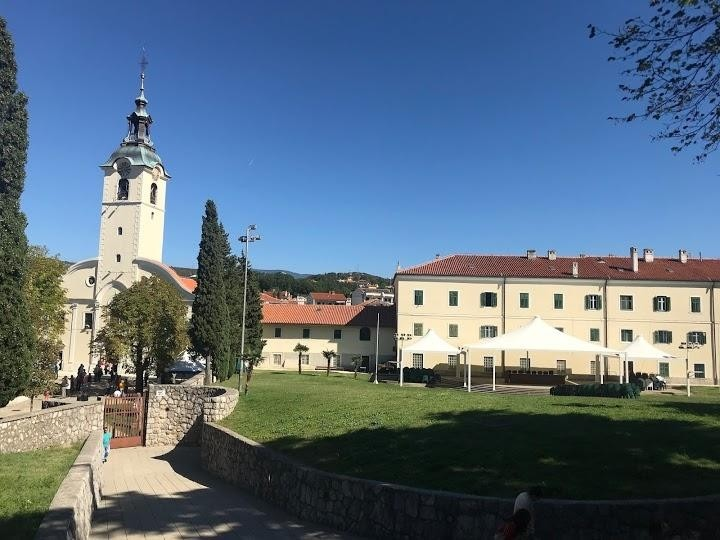
트르사트 성모 교회

트르사트 성모 교회(크로아티아어: Crkva Gospe Trsatske)는 크로아티아 프리모레고르스키코타르주 리예카 트르사트에 있는 교회당이다. 크로아티아에서 성모 마리아를 기리는 가장 오래된 성지다.